# 阿爾姆河

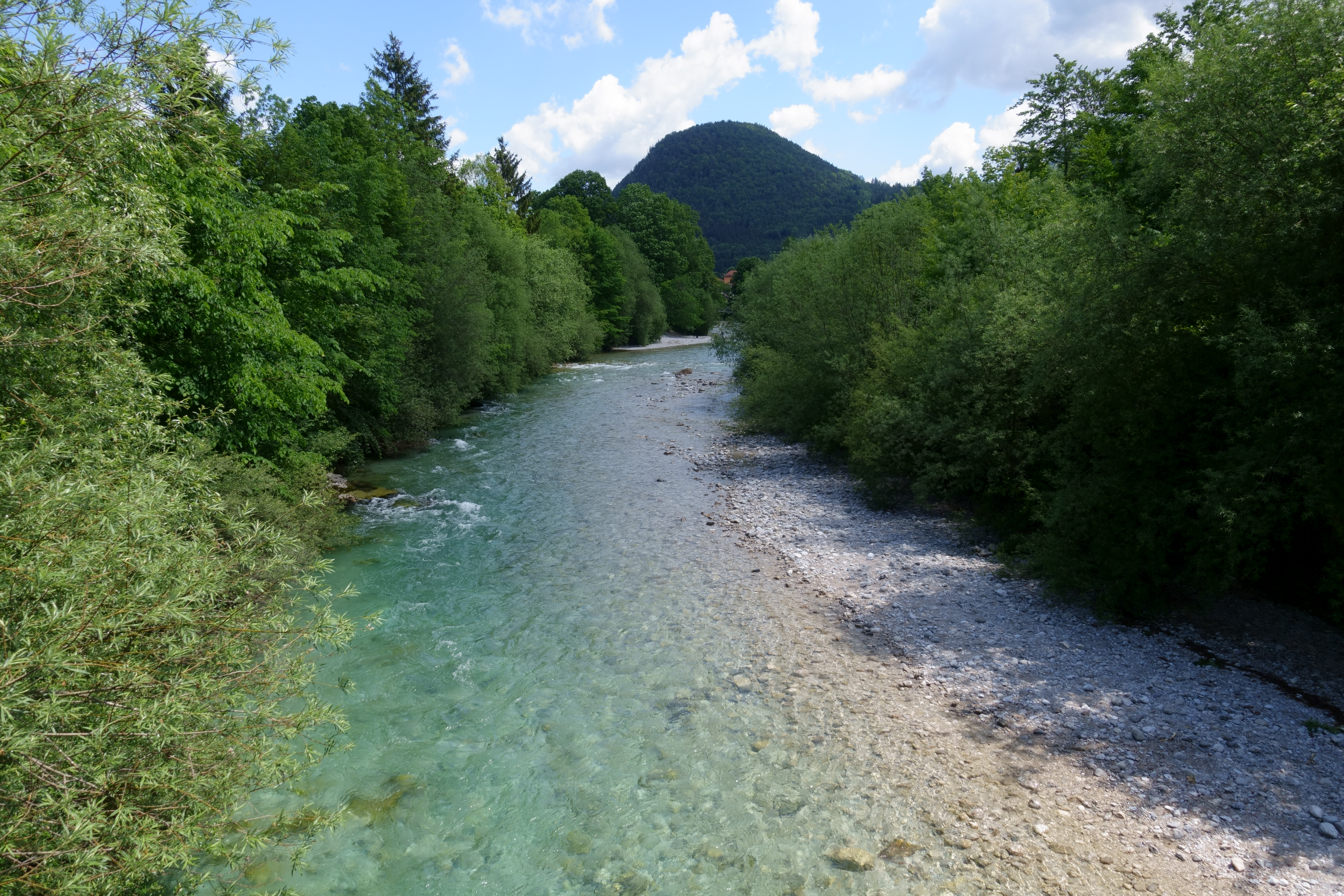

阿爾姆河（德語：Alm）是奧地利的河流，位於上奧地利州，屬於特勞恩河的右支流，發源自阿爾姆湖，河道全長48公里，河畔城鎮有阿尔姆河谷格吕瑙、沙恩施泰因、佩滕巴赫、福爾希多夫、特劳恩河畔施泰讷基兴和巴特維姆斯巴赫-奈德哈廷。